# John Cairncross
John Cairncross (Lesmahagow, 25 luglio 1913 – Herefordshire, 8 ottobre 1995) è stato un agente segreto britannico al servizio dell'Unione Sovietica fin dagli anni trenta.

## Biografia
Conosciuto come uno dei "Cinque di Cambridge" (insieme a Kim Philby, Guy Burgess, Donald Duart Maclean e Anthony Blunt), contribuì con le sue informazioni ad alcuni successi militari sovietici durante la seconda guerra mondiale. Nel dicembre 1979 il giornalista Barrie Penrose, sulla base di testimonianze e di racconti di terze parti, giunse alla conclusione che Cairncross fosse stato il quinto uomo dei "traditori di Cambridge". L'ammissione di colpevolezza dello stesso Cairncross rimbalzò sulle prime pagine di tutti i quotidiani del Regno Unito. Dieci anni più tardi, nel 1989, il graduato del KGB e transfuga in occidente Oleg Gordievskij confermò le accuse a carico di Cairncross, asserendo che il profilo defilato di Cairncross fece sì che la spia potesse rimanere attiva fino alla fine degli anni sessanta. Nel 1995, durante un suo viaggio in Francia, Cairncross fu colpito da ictus e, rimpatriato, morì qualche giorno dopo.